# Hajime Furuta
Hajime Furuta (古田 肇, Furuta Hajime), né le 13 décembre 1947 à Gifu, est un homme politique japonais.
Il occupe le poste de gouverneur de la préfecture de Gifu depuis 2005.